# ТЕС Таваццано
ТЕС Таваццано – теплова електростанція на півночі Італії у регіоні Ломбардія, провінція Лоді. У 2000-х роках частково модернізована з використанням технології комбінованого парогазового циклу.
У 1952 році на майданчику станції стали до ладу два перші енергоблоки потужністю по 65 МВт. За цим у 1963-му та 1964-му до них приєднались ще два з показниками по 140 МВт. Через два десятки років ТЕС значно розширили, запустивши у 1982-му та 1983-му два наступні об’єкти по 330 МВт. Нарешті, в 1992-му стали до ладу сьомий та восьмий енергоблоки, котрі мали потужність по 320 МВт.
На початку 21 століття станція пройшла через серйозну модернізацію. До того вона відносилась до класичних конденсаційних ТЕС і була обладнана лише паровими турбінами. В 2005-му запустили в роботу два модернізовані блоки, котрі були перетворені на значно парогазові комбінованого циклу. У п’ятому енергоблоці парова турбіна, котра тепер номінувалась з показником 290 МВт, отримує через котли-утилізатори живлення від двох додатково встановлених газових турбін потужністю по 255 МВт (номінальну потужність об’єкту визначили як 760 МВт). У шостому блоці встановили одну газову турбіну такої ж потужності, а існуючий турбінний компонент частково демобілізували зі зменшенням потужності до 145 МВт (при номінальному показнику блоку у 380 МВт). 
Також у 2000-х були знесені перші чотири блока, а блок №7 поставлений на консервацію. В 2013-му законсервували і енергоблок №8 (при цьому сьомий вже не мав ліцензії на виробництво електроенергії та перестав враховуватись при визначенні загальної потужності ТЕС).
Як паливо станція Таваццано традиційно використовувала мазут, хоча вже четвертий блок міг також споживати природний газ. Після перетворення на парогазові блоки № 5 та 6 були переведені на виключне спалення газу, а у 2010-му те саме зробили і з блоком №8. 
У 2019 році оголосили про намір спорудити новий парогазовий енергоблок потужністю 850 МВт, що дозволить остаточно відмовитись від законсервованого блоку №8.
Для охолодження використовується вода із каналів Muzza та Belgiardino (останній спорудили у 1980-х роках в зв’язку із зростаючими потребами станції, на якій тоді реалізовували проект розширення). Їх живлення відбувається із річки Адда.
Видалення продуктів згоряння перших двох блоків відбувалось за допомогою димарів висотою по 55 метрів, для наступних двох висота подібного об’єкту незначно зросла до 65 метрів. Зате блоки з п’ятого по восьмий вже мали димарі заввишки 250 метрів. Встановлені у середині 2000-х газові турбіни використовують димарі по 130 метрів.
Зв’язок із енергомережею відбувається по ЛЕП, розрахованим на роботу під напругою 380 кВ, 220 кВ та 130 кВ.
У 1950-х роках спорудження станції розпочала компанія STEI, в подальшому вона належала Enel та німецькій E.ON, а наразі є власністю EP Produzione (дочірня структура чеської групи EPH).